# 中國—立陶宛關係
中国—立陶宛关系是指中华人民共和国与立陶宛共和国的双边关系，两国自1991年建交后关系虽有波澜，但相对平稳发展，双方互有合作。
但自2019年后，两国关系急转直下，立陶宛先后在国安报告、香港反修例事件、新疆种族灭绝等事件上指控中国，并于2021年3月同意台湾开设駐立陶宛台灣代表處。8月，中国宣布召回驻立陶宛大使，而立陶宛政府应中方要求于9月3日召回驻华大使，两国的外交事务由临时代办署理。同年11月21日，中方不滿立陶宛允许台灣设立“驻立陶宛台湾代表处”，表示一中原則受到侵犯，决定将中立两国外交关系降为代办级，中國駐立陶宛「大使館」更名為「代办處」，並要求立方也撤銷其大使館稱謂。12月15日，立陶宛召回包括臨時代辦在內的19名立陶宛駐中國外交人員及其眷屬，因此其駐北京的大使館實質上停止運作，駐處業務改以遠距方式運作。
2025年5月，立陶宛拒绝最后一名未经认证的中国外交官入境，至此维尔纽斯已無中方外交人员駐留。6月，中國駐立陶宛代辦處公告，領務暫由中國駐拉脫維亞大使館代管。

## 历史

### 1991年至2018年：建交、蜜月期
1991年9月14日，中华人民共和国与立陶宛建交。1992年，中國在维尔纽斯設立大使館，1995年，立陶宛在北京設立大使館。自2000年9月2日起，时任国务院总理李鹏和例行的人大代表团展开了对欧洲的国家的访问。9月5日中方结束冰岛行程。获悉立陶宛议会近日举行的有关共产主义罪行的公共论坛后，在李鹏的提议下调中方决定调整体访问行程并缩短对立陶宛的国事访问。9月5日在维尔纽斯机场受立方正式接待后，中方与时任立陶宛议会议长兰茨贝吉斯于机场贵宾室开展了两个半小时左右的会谈，结束后中方飞抵白俄罗斯明斯克进行访问。
2008年汶川大地震后，立陶宛向中国捐助20万立特（约合9万美元）。
2013年9月，立陶宛总统达利娅·格里包斯凯特会见第十四世达赖喇嘛，使中立关系一度遇冷。2014年12月，中国国务院总理李克强在塞尔维亚出席第三次中国—中东欧国家领导人会晤期间，会见了立陶宛总理阿尔吉尔达斯·布特凯维丘斯，布特凯维丘斯表示立陶宛方面重视发展对华友好合作关系，尊重中国的主权和领土完整，坚持一个中国政策，承认西藏是中国的一部分，不支持任何主张西藏独立、有损中国领土完整的分裂势力和行为，今后愿以妥善方式处理此类敏感问题。中国外交部发言人华春莹表示，肯定立方立场，中国政府重视发展同立陶宛的友好合作关系。中立双方一致同意，在相互尊重、平等相待、尊重彼此核心利益和重大关切的原则基础上，加强沟通和协调，推进双边关系健康稳定发展。
2015年以来，中立两国基于一带一路倡议和中国和中东欧国家合作机制，展开合作。2017年5月，立陶宛交通与通讯部部长罗卡斯·马休利斯来华出席首届“一带一路”国际高峰论坛。2017年11月，中立签署共建“一带一路”政府间谅解备忘录。2019年4月，立交通与通讯部副部长德古蒂斯来华出席第二届“一带一路”国际合作高峰论坛高级别会议。2019年7月，立陶宛龙舟协会举办“一带一路”国际龙舟节活动。
2018年3月22日晚，立陶宛驻华大使馆举办独立100周年庆祝活动，立陶宛共和国驻华大使伊娜·玛丘利奥妮婕、中国外交部副部长王超以及来自其他各国驻华使领馆、企业和主流媒体的代表出席了此次活动。11月5日，中共中央总书记兼中国国家主席习近平在上海会见立陶宛总统格里包斯凯特。本次会见中，中方表示高度重视中立关系发展，双方要相互尊重、互信，切实尊重和照顾彼此核心利益和重大关切，始终从战略高度和长远角度看待和处理双边关系，愿同立方加强一带一路等合作，扩大双向投资。立陶宛方面表示钦佩中国发展，中国在国际事务中发挥着越来越重要的作用。立方愿加强同中方的全面合作，积极推动加快欧中投资协定谈判和中国－中东欧务实合作，共同促进多边主义和自由贸易。

### 2019年起：交恶并外交降级
2019年1月，立陶宛国安部门首次将中国列入国家威胁评估报告中，报告表示中国国家安全部和中央军委联合参谋部情报局在立陶宛境内进行间谍活动，中国通过利用孔子学院、利用中国公司和新闻机构、利用在立中国留学生、利用赴华免费旅游等渠道和方式试图获取立陶宛政府政策信息，影响公众舆论及政府决策，并在波罗的海国家当中窃取欧盟和北约机密。2月8日，驻立陶宛大使申知非接受采访时表示，“报告涉华内容毫无根据，十分荒谬可笑，我们对此感到震惊和无法接受，对其中的无端指责表示强烈不满和坚决反对。中国尊重立陶宛主权和国家安全，不干涉立内政。中国在立机构、企业和人员在当地交朋友，促进两国各领域的交流与务实合作，不会对立陶宛构成任何安全威胁，希望立公众不要被该报告所谓的“中国安全威胁”误导”。
2019年7月，新上任的立陶宛总统吉塔納斯·瑙塞達表示，中国对克萊佩達港的投资可能损害立陶宛乃至整个欧洲的国家安全，对仓促推动该项目完成表示公开反对。11月，立陶宛国防部长莱蒙达斯·卡罗布利斯表示若中国控制克莱佩达港，会对经过的美军与北约军队带来战略风险。
2020年1月，立陶宛国安部门出版2020国家威胁评估报告，报告表示中国通过在国际舞台上巩固对其全球政治议程的支持，扩大国际影响力。中国追求技术优势与渗透性投资增加了其他国家的脆弱性，并带来了无法控制本国关键基础设施的风险。报告指出中国情报部门伪装成招募员工的公司，利用領英与立陶宛公务员，信息技术专家，国防部门员工，科学家等建立联络并获取情报。
2021年2月，立陶宛政府表示，出于国家安全考虑，决定禁止同方集团旗下的子公司威视向立陶宛机场提供X射线行李扫描仪，立陶宛议会国家安全与国防委员会主席Laurynas Kasčiūnas表示同方威视的设备可以收集乘客和行李数据，并依据中国法律将其提供给中国政府。威视方面表示该产品符合欧盟等标准，并认为立陶宛政府的行为是基于政治动机，准备采取法律途径对该决定提出质疑。8月，威视获标为立陶宛与白俄罗斯边境的一处检查站提供X射线行李扫描仪，立陶宛政府尚未表示该标能否通过审批。
2021年2月9日，在中國領導人習近平主持召開的中國—中東歐國家領導人峰會上，立陶宛沒有派出國家元首或政府首腦級別的高級官員出席该視訊會議。2021年3月，據立陶宛國家廣播電視台報道，立陶宛議會同意退出與中國的「17+1合作」。立陶宛外交部長格比亞魯斯·蘭斯伯格斯表示，中國和立陶宛之間的合作「幾乎沒有帶來任何好處」。
2021年4月22日，立陶宛议会举行“新疆问题听证会”。中国驻立陶宛大使申知非在接受立陶宛《共和国报》采访时，表示“如果立陶宛议会基于今天这场闹剧，或在虚假之上指责中国的相关决议，我相信会对中立双边关系造成非常负面的影响。可以明确的说，中国政府绝不会接受类似种族灭绝、强迫劳动等不负责任的指责，中国人民也绝对不会答应的。”“我相信绝大多数的立陶宛人民和政治家都希望与中国发展友好合作关系，因为这符合立陶宛最大利益。立陶宛政界确实出现一些反华势力，但他们不能代表整个国家和人民，只能代表他们政治上的一己私利。”针对两国经济关系，申知非大使表示，“两国没有根本的利害冲突，中国对立陶宛不构成任何形式的安全威胁，我想立陶宛企业界人士和社会各界对此深有感触，中立之间的经济合作只会助力立陶宛的经济发展和人民福祉的改善。……中国是克莱佩达港口最大用户之一，立陶宛又是中欧铁路运输非常重要的中转站，来自中国的货物占了立陶宛交通物流业的很大份额。……我们希望中立建立一个正常平等的贸易关系。同时，中国也绝对不允许任何国家一方面损害中国的核心利益，另一方面又想从中国市场攫取好处，世界上没有这种天上掉的馅饼。”
2021年5月20日，针对立陶宛议会通过新疆、香港问题上的决议，中方表示愤慨并予以强烈谴责。据立陶宛驻中国大使馆文化参赞托马斯·伊万纳斯卡斯（Tomas Ivanauskas）透露，自5月起，立陶宛在中国的文化艺术活动陆续遭取消或暂停，包括文化艺术活动及翻译书籍。
2021年5月22日，立陶宛外交部长宣布退出17+1合作，在24日的外交部记者会上，中国外交部发言人赵立坚表示，“中国-中东欧国家合作符合各方共同利益，机制成立9年来成果丰硕，不会因个别事件受影响。相信在机制成员国共同努力下，中国-中东欧国家合作必将为有关国家人民带来更多福祉”。
2021年7月20日，立陶宛外交部宣布允许台湾以「Taiwanese」为名义开设駐立陶宛台灣代表處。中華人民共和國外交部發言人赵立坚則回應「中方坚决反对建交国同台湾进行任何形式的官方往来，反对建交国同台湾互设所谓『代表处』。我们敦促立方坚持一个中国原则，恪守建交承诺。」
受此事件影响，中国外交部与立陶宛多次交涉未果后，宣布召回驻立陶宛大使，并要求立陶宛政府召回驻中国大使。立陶宛外交部随即对此表示遗憾，并重申立陶宛决心同欧盟和世界其他国家一样，在一个中国原则下同台湾发展互利关系。立陶宛總統吉塔納斯·瑙塞達表示，立陶宛自1991年與中國建立正式外交關係後，就實行「一中政策」至今不變，但立陶宛作为主权国家有决定与哪些国家或领土发展经济和文化关系的权利，立陶宛與中國的關係應建立在相互尊重的基礎上，否則对话就變成單方下最後通牒，这在国际关系中是不可接受的，并表示希望中国改变召回中国驻立陶宛大使的决定。立陶宛外交部長藍斯柏吉斯对中方召回大使表示遗憾，表示将努力说服中方派出驻立大使，認為在歐洲也有不少台灣辦事處，但中方卻從未以召回大使回擊，立陶宛「並未做錯任何事」，并表示立陶宛与中方外交争端獲美國國務院及歐盟支持。他最後說明，雙方不會到關閉大使館或斷絕外交關係的地步。
2021年8月，立陶宛外交部副部長曼塔斯·阿多梅纳斯接受媒体采访时表示，2019年8月疑似遭中國大使館策動的群眾鬧場在维尔纽斯聲援香港反送中運動的集會，立陶宛对中国的警觉起源于此事件。
2021年9月3日，立陶宛宣布應中方要求召回驻华大使迪亚娜·米凯维切涅，并表示驻华大使馆将依旧正常运作。欧盟驻华代表团举行会议并与米凯维切涅合影以示声援，表示等候其重返北京。
2021年11月18日，在驻立陶宛台湾代表处成立后，中华人民共和国外交部发言人再次发表谈话，表示强烈抗议和坚决反对，将采取一切必要措施，捍卫国家主权和领土完整，由此产生的一切后果由立方负责，另說明會採取何種措施「請拭目以待」。11月21日，中方决定将中立两国外交关系降为代办级。《環球時報》指，「代表處」的設立在性質上的確很惡劣，但主張無須因此發怒，聚焦於與小角色鬥爭，那樣太抬舉它了。它製造的日常挑戰是目的是增加臺海的應對成本。評論分析，有必要準確定義產生的實際影響，台立勾結有帶出「連鎖反應」的風險，中國當然要對它予以反應，出手多重都有道理。同時，做這一切都要在不損害或盡量少損害我方利益、不影響中方統籌大戰略的前提下進行。「更大關切方向應當是如何做好與大力量的博弈。」社評稱，北京方面根據對美歐的關係來決定如何處理立陶宛。立陶宛外交部隨後也發聲明表示「遺憾」，立方強調「立陶宛重申堅持一個中國政策，但同時，立陶宛有權擴大與台灣的合作」。這是自1981年後中國再度因台灣問題向歐洲國家施展降級的外交手段。中华人民共和国宣布降级外交关系后，有17名立陶宛议会议员向立陶宛总统吉塔纳斯·瑙塞达发公开信，要求抵制2022年北京冬奥，不派出代表团参加该比赛，对此立陶宛国家奥林匹克委员会发表声明称政治中立是国际奥林匹克委员会的基本原则之一，且如果该国不派运动员参赛会受到国际奥委会的制裁，最终立陶宛方面于2021年12月3日正式宣布外交抵制北京冬奥，成为世界上首个宣布外交抵制该届冬奥的国家，但立陶宛队仍派出独立后最大规模冬奥代表团，如常抵达中国参赛。
2021年11月19日，《中国青年报》引用白俄罗斯国家新闻台17日发布的一段视频，斥责立陶宛军人暴力驱逐聚集在边境地区的难民的行为，认为立陶宛军人是当代的纳粹“盖世太保”。11月22日，中华人民共和国外交部发言人赵立坚在主持外交部例行记者会上表示对立陶宛政府动用军队、军犬暴力对待难民表示严重关切，予以严厉谴责，呼吁立陶宛停止暴力，采取有效措施，维护难民的人权和各项基本权利，同时指出立陶宛所标榜的、捍卫的所谓“自由民主”是多么虚伪。
2021年11月25日，中國駐立陶宛大使館的領事業務暫停。11月26日，中國駐立陶宛大使館正式更名为中华人民共和国驻立陶宛共和国代办处，同時中國外交部要求立陶宛方面也要更改驻华外交机构称谓。
2021年12月15日，立陶宛駐中國的19名外交人員及其家屬全數撤離北京，包括臨時代辦契雅佩涅（Audra Čiapienė）在內，對中事務全數改以遠距方式運作。立陶宛外交部表示，北京單方面要求立陶宛駐中國大使館改名為不存在於《維也納外交關係公約》的「代辦處」，且要求立陶宛駐中人員為因應「大使館改為代辦處」必須重新申請識別文件，否則將單方面撤銷既有證件，引發立陶宛的疑慮，因此召回外交人員。
2022年8月12日，由於中方不滿立陶宛交通与通讯部副部长瓦伊丘凯维丘特訪問台湾，决定对瓦伊丘凯维丘特采取制裁措施；暂停中方同立方交通与通讯部任何形式的交往，暂停同立国际道路运输领域交流合作。8月18日，立陶宛外交部召见中国驻维尔纽斯的代办，抗议中國对瓦伊丘凯维丘访台一事进行制裁。
2023年7月5日，立陶宛政府批准该国的印太地区战略。該文件认为，中國在国内巩固了日益强化的专制的控制方法，而且中国对自由和开放的民主社会构成了重大挑战。中國与俄羅斯的关系升温，以及中国对俄罗斯入侵乌克兰的态度，正在加剧中国与民主国家之间的紧张关系。
2024年2月5日，立陶宛外交部长加布里埃卢斯·兰茨贝吉斯在布鲁塞尔举行的欧盟外交部长非正式会议上向同事通报其外交情况时表示，在北京缓解了对维尔纽斯的经济压力后，另一场外交压力的新战线已经开启，并称之为「外交胁迫」。加布里埃卢斯·兰茨贝吉斯指出，自中国单方面降低了与立陶宛的外交关系级别后，又自1月24日起停止向立陶宛公民发放签证，从而限制了两国之间的旅行和所有外交行动。
2024年5月7日，爭取連任的立陶宛總統吉塔納斯·瑙塞達要求将「台灣代表處」更名為「台北代表處」，以改善与中华人民共和国關係。同年，中华人民共和国宣布单方面给予部分欧洲国家免签证入境待遇，但立陶宛被排除在外。
2024年11月29日，立陶宛宣布驱逐中国驻立陶宛代办的三名雇员，宣布其为不受欢迎的人。中国外交部随后稱，对此行为表示强烈谴责和坚决反对。立陶宛政府解釋，3名外交官遭驅逐是因為他們的身分認證已過期，且涉嫌違反維也納外交關係公約等法律。
2024年12月19日，立陶宛议会通过法律修正案，拥有中国国籍的人禁止在立陶宛武装部队中服役，也不得参与任何形式的志愿兵役和义务兵役，而还在军队服役并拥有中国国籍的人将不再服兵役。
2025年6月，由於雙方的外交關係陷入僵持，立陶宛境內已無中國駐立陶宛外交人員駐留，中國駐立陶宛代辦處公告領務暫由中國駐拉脫維亞大使館代管。

## 官员互访
中国：国务院副总理张高丽、国务委员杨洁篪、全国人大常委会委员长张德江、中共中央书记处书记尤权、农业农村部部长韩长赋、中国人民银行副行长朱鹤新；
立陶宛：总理布特克维丘斯、议长普兰茨凯蒂斯、总统达利娅·格里包斯凯特、政府秘书长斯通柴蒂斯、经济部长辛克维丘斯。

## 经济贸易
根据立陶宛企业署官网，2020年立陶宛原产商品对华出口额为2.44亿欧元，同比增长17%。主要出口产品为谷物（28%）、家具（16%）以及光学、摄影、测量、医疗和手术器械（13%）。2020年立陶宛对华服务贸易出口为4600万美元，其中运输服务占三分之二。
| 年份   | 中国向立陶宛出口 | 中国从立陶宛进口 | 贸易总额 | 中国贸易顺差 |
| ------ | ---------------- | ---------------- | -------- | ------------ |
| 2015年 | 12.0831          | 1.3879           | 13.4710  | 10.6952      |
| 2016年 | 12.9054          | 1.6358           | 14.5412  | 11.2697      |
| 2017年 | 16.0047          | 2.5521           | 18.5568  | 13.4526      |
| 2018年 | 17.6294          | 3.3010           | 20.9304  | 14.3284      |
| 2019年 | 16.9874          | 4.3676           | 21.3550  | 12.6199      |
| 2020年 | 18.0788          | 4.8754           | 22.9542  | 13.2034      |
| 2021年 | 21.9599          | 4.3346           | 26.2945  | 17.6254      |
| 2022年 | 17.8975          | 0.9092           | 18.8067  | 16.9883      |

2021年底兩國關係惡化後，立陶宛的對華出口也受到波及。2021年10月底，中国的合作伙伴取消了立陶宛啤酒廠商沃福斯·恩格爾曼所有订单，造成的损失达50万欧元。12月，立陶宛媒体报道中国海关將立陶宛从系统中移除，这导致立陶宛的货品无法在华清关。同時中国要求跨国公司与立陶宛企业切断联系，否则将被排除在中国市场之外。中国外交部发言人表示不了解有关具体情况，同时称立陶宛“背信弃义”。立陶宛轉而希望台湾能向立陶宛出口开放农业市场。
2022年1月27日，欧盟認為中国的一系列措施是对立陶宛采取歧视性贸易，並向世贸组织提起了诉讼。2月9日，中國海關總署宣布暫停接受立陶宛牛肉進口申報。
2023年10月，立陶宛外長藍斯柏吉斯表示，中方已解除大部分制裁措施。2024年2月5日，立陶宛外長藍斯柏吉斯向欧盟同僚表示，在缓解了对维尔纽斯的经济压力后的同时，北京向立陶宛采取新的外交胁迫。

### 投资
2017年，立陶宛在华直接投资为2431万欧元（约1.88亿元人民币），中国投资者在立陶宛的直接投资为396万欧元。

### 农业
《2018—2020年农业领域合作行动计划》签署后，立陶宛的小麦、牧草、牛肉和乳制品开始进入中国市场。2018年，由50家中国农业公司组成的代表团出席波罗的海农业博览会。

## 交通

### 海运
2007年4月23日，中国和立陶宛在北京签署《中国和立陶宛政府海运协定》，为双方航运企业进一步合作提供法律依据和保障。

### 航空
2017年，两国曾計劃建立航空联系，但目前中国和立陶宛尚无直航班机。2019年以后，中立关系急转直下，两国间建立航空联系的计划也随之被搁置。

## 交流
访问立陶宛的中国游客人数如下。
| 年份 | 2005 | 2008  | 2010  | 2011  | 2012  | 2013  | 2014  | 2015  | 2016   | 2017   | 2018   | 2019   | 2020  | 2021 | 2022  |
| ---- | ---- | ----- | ----- | ----- | ----- | ----- | ----- | ----- | ------ | ------ | ------ | ------ | ----- | ---- | ----- |
| 人数 | 162  | 1,900 | 3,309 | 5,522 | 6,124 | 5,591 | 7,015 | 9,568 | 11,987 | 15,996 | 19,300 | 21,135 | 1,145 | 775  | 1,927 |

## 协定
- 《2018—2020年农业领域合作行动计划》

## 外部連結
- 立陶宛駐華大使館官方網站（英文）（立陶宛文）
- 中華人民共和國駐立陶宛共和國代办处官方網站（简体中文）（英文）
  - 中華人民共和國駐立陶宛共和國代办处经商室官方網站（简体中文）